# St.-Michael-Straße 56a (Magdeburg)

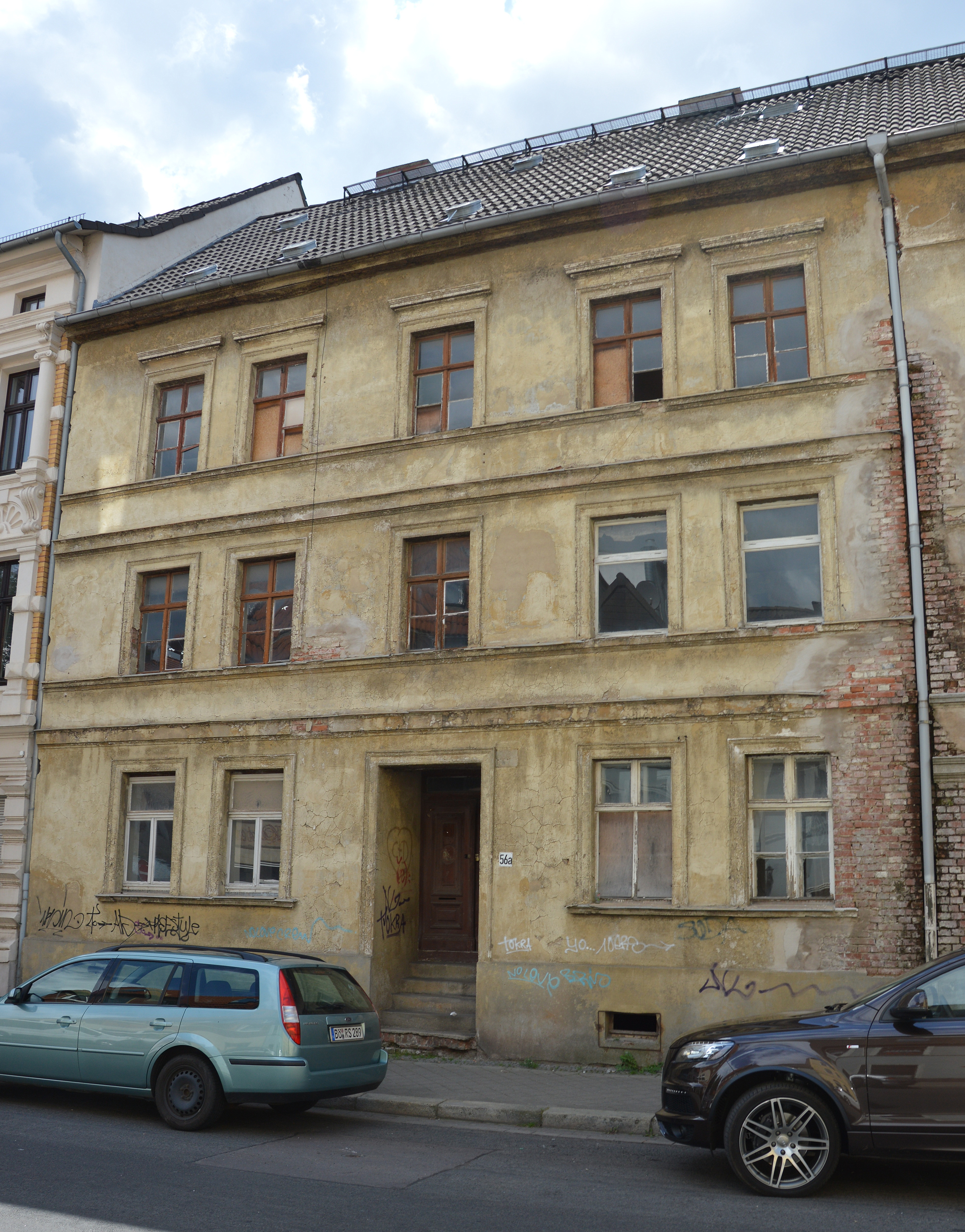
St.-Michael-Straße 56a

Das Haus St.-Michael-Straße 56a ist ein denkmalgeschütztes Gebäude im Magdeburger Stadtteil Sudenburg in Sachsen-Anhalt.

## Lage
Es befindet sich auf der Südseite der St.-Michael-Straße unweit ihres östlichen Endes. Westlich des Hauses befindet sich das gleichfalls denkmalgeschützte Gebäude St.-Michael-Straße 56, östlich die St.-Michael-Straße 57.

## Architektur und Geschichte
Das einfache, traufständige Mietshaus entstand Mitte der 1860er Jahre. Das dreieinhalbgeschossige Haus wurde durch Maurermeister Behrendt für den Fuhrmann Carl Ziebke gebaut. Die Fassade ist im Stil des Spätklassizismus gestaltet und wird durch Zwischengesimse und zurückhaltend eingesetzte Fensterprofile im für die Bauzeit typischen Stil gegliedert. Bedeckt wird das Gebäude durch ein Satteldach.
Das Wohnhaus bildet mit den benachbarten Häusern St.-Michael-Straße 56 und 57 eine das Straßenbild prägende Gruppe. Bemerkenswert ist der starke Kontrast zum Erscheinungsbild des im Stil der Neorenaissance gestalteten Hauses St.-Michael-Straße 57. Es gilt als ein wichtiges Beispiel für ein einfaches Mietshaus aus der frühen Phase der Gründerzeit in Sudenburg.
Derzeit (Stand 2016) steht das Gebäude leer und ist sanierungsbedürftig.
Im örtlichen Denkmalverzeichnis ist das Wohnhaus unter der Erfassungsnummer 094 71421 als Baudenkmal verzeichnet.